# Мюргель
Мюргель была ирландкой, которая помогла своей стране избавиться от могущественного врага. Она убила одного из их вождей в 882 году нашей эры.
Мюргель родилась в Ольстере у Мелехлайнна (Maelechlainn), крупного вождя. Согласно Chronicum Scotorum, она убила сына Аусли (Ausli) с помощью Отира, сына Эйргни (Eirgni). Сын Аусли был важным вождём викингов, давних врагов. Более поздние историки вспоминали этот и подобные акты как проявление женщиной «верности родным, родным и стране».
Хотя большинство источников рассказывают историю Мюргель как историю с убийством чужеземного вождя, некоторые источники указывают на несколько иную версию её жизни. Сообщается, что Мюргель, возможно, вышла замуж за Ярнкне (Iarnkne), чтобы создать союз между двумя народами. Эта версия её истории получила дальнейшее развитие в книгах The Mystery of the Angels и Bloody Sunday: The Story of the 1920 Irish Rebellion, двух художественных романов Джозефа Мёрфи.
Её имя включено в композицию «Этаж наследия» Джуди Чикаго.